# Braljina (Ćićevac)
Braljina (srbsky Браљина) je vesnice ve střední části Srbska, ze správního hlediska spadající pod opštinu (obec) Ćićevac. Rozkládá se na břehu řeky Jižní Moravy v širokém a zemědělsky využívaném údolí. Severně od obce teče potok Ražanjska reka.
V roce 2011 zde žilo 68 obyvatel a roku 2022 67 lidí. Počet obyvatel dlouhodobě klesá. Z národnostního hlediska je obyvatelstvo zcela srbské národnosti. Počet obyvatel vesnice dlouhodobě klesá; ještě v polovině 20. století zde žilo několik set osob.
Vesnicí prochází železniční trať, stojí zde i železniční stanice. Nad obcí na kopci stojí pravoslavný kostel.